# 別斯薩拉比夫卡
49°14′55″N 35°48′54″E / 49.24861°N 35.81500°E
別斯薩拉比夫卡（烏克蘭語：Бессарабівка），是烏克蘭東部的村莊，隸屬哈爾科夫州的別列斯京區。該村始建於1880年，面積0.95平方公里，海拔高度116米，人口395，人口密度每平方公里517.4人。